# Krásněves
Krásněves (en allemand : Krasniowes) est une commune du district de Žďár nad Sázavou, dans la région de Vysočina, en République tchèque. Sa population s'élevait à 294 habitants en 2020.

## Géographie
Krásněves se trouve à 10 km au nord-nord-ouest de Velké Meziříčí, à 13,5 km au sud-sud-est de Žďár nad Sázavou, à 29 km à l'est-nord-est de Jihlava et à 133 km au sud-est de Prague.
La commune est limitée par Kněževes au nord, par Bory à l'est et au sud, et par Radostín nad Oslavou au sud et à l'ouest.

## Histoire
La première mention écrite de la localité date de 1350.

## Transports
Par la route, Krásněves se trouve à 13,5 km de Velké Meziříčí, à 17 km de Žďár nad Sázavou, à 37 km de Jihlava et à 158 km de Prague.